# 鲁萨斯
鲁萨斯是巴西塞阿拉州的一个市镇。总面积1588.105平方公里，总人口62490人，人口密度39.3人/平方公里。